# Анненков, Егор Иванович
Егор Иванович Анненков (укр. Єгор Іванович Аннєнков; род. 3 мая 1941, село Глебово Фатежского района Курской области) — украинский государственный деятель, народный депутат Верховной рады Украины II и III созывов (1994—2008).

## Биография
Родился 3 мая 1941 года в селе Глебово Фатежского района Курской области.
С 1957 по 1974 год работал в колхозе им. Артема Фатежского района Курской области. В 1971 году окончил Курский сельскохозяйственный техникум.
С 1974 по 1976 работал трактористом, затем слесарем объединения «Сельхозтехника» Луганской области, с 1976 по 1979 год был руководителем отделения, механиком совхоза «Искра» Попаснянского района Луганской области, с 1979 по 1994 — рабочий очистного забоя шахты «Черноморская» ПО «Лисичанскуголь». 
На парламентских выборах в 1994 году избран депутатом Верховной рады Украины II созыва) от Лисичанского избирательного округа № 245 Луганской области, был членом Комиссии по вопросам регламента, депутатской этики и обеспечения деятельности депутатов, был членом фракции КПУ.
На парламентских выборах в 1998 году избран депутатом Верховной рады Украины III созыва) от Коммунистической партии Украины, был членом Комиссии по вопросам регламента, депутатской этики и организации работы Верховной рады, был членом фракции КПУ.
Женат, имеет дочь.